# Adam Bremenski
Adam Bremenski (vjerojatno oko 1050. – 1081./1085.) (nje. Adam von Bremen. lat. Adamus Bremensis) je bio njemački srednjovjekovni kroničar, klerik i teolog. Živio je i djelovao u drugoj polovini 11. stoljeća. Malo se zna o njemu osim iz njegovih kronika. Vjerojatno je da je podrijetlom iz ondašnjeg Mišnja (poslije germanizirano u Meissen; latinski Misnia) u Saskoj. Nadnevci njegova rođenja i smrti nisu sigurni, no vjerojatno se je rodio prije 1050. te da je umro 12. listopada neznane godine. Vjerojatno je umro 1081., a najposlije 1085. godine.
Najpoznatije mu je djelo kronika Gesta Hammaburgensis ecclesiae pontificum (u prijevodu na hrvatski: Djela biskupa Hamburške crkve). Ta je kronika jednom od najvrjednijih povijesnih izvora za sjevernoeuropske i skandinavske krajeve u ranom srednjem vijeku. Djelo je značajno također i po tome što spominje Vinland.
Iz njegovih se kronika vidi da su mu brojni pisci ondašnjeg vremena bili poznati. Počasni naslov magister scholarum pokazuje da je prošao sve stupnje višeg obrazovanja. Vjerojatno je da se školovao u školi Magdeburger Domschule. 1069. je otputovao kod danskog kralja Svena II. Estridsena. Nakon toga vodio je samostansku školu.